# تراكمنيا توربو
تراكمنيا توربو (بالإنجليزية: TrackMania Turbo)‏ ، هي لعبة فيديو إلكترونية من نوع سباقات، أنتجها شركة نايديو الفرنسية والشركة الناشرة هي يوبي سوفت الفرنسية، صدرت في الأسواق الأمريكية والدولية في يوم 22 مارس 2016م.